# Nobuhiro Ishizaki
Nobuhiro Ishizaki (石﨑 信弘 Ishizaki Nobuhiro?), född 14 mars 1958 i Hiroshima prefektur, är en japansk före detta fotbollsspelare och tränare.
Ishizaki började sin karriär 1980 i Toshiba. Med Toshiba vann han japanska ligacupen 1981. Han avslutade karriären 1993.
Ishizaki har efter den aktiva karriären verkat som tränare och har tränat J1 League-klubbar, Shimizu S-Pulse, Tokyo Verdy, Kashiwa Reysol, Consadole Sapporo och Montedio Yamagata.